# Бокс (зачіска)

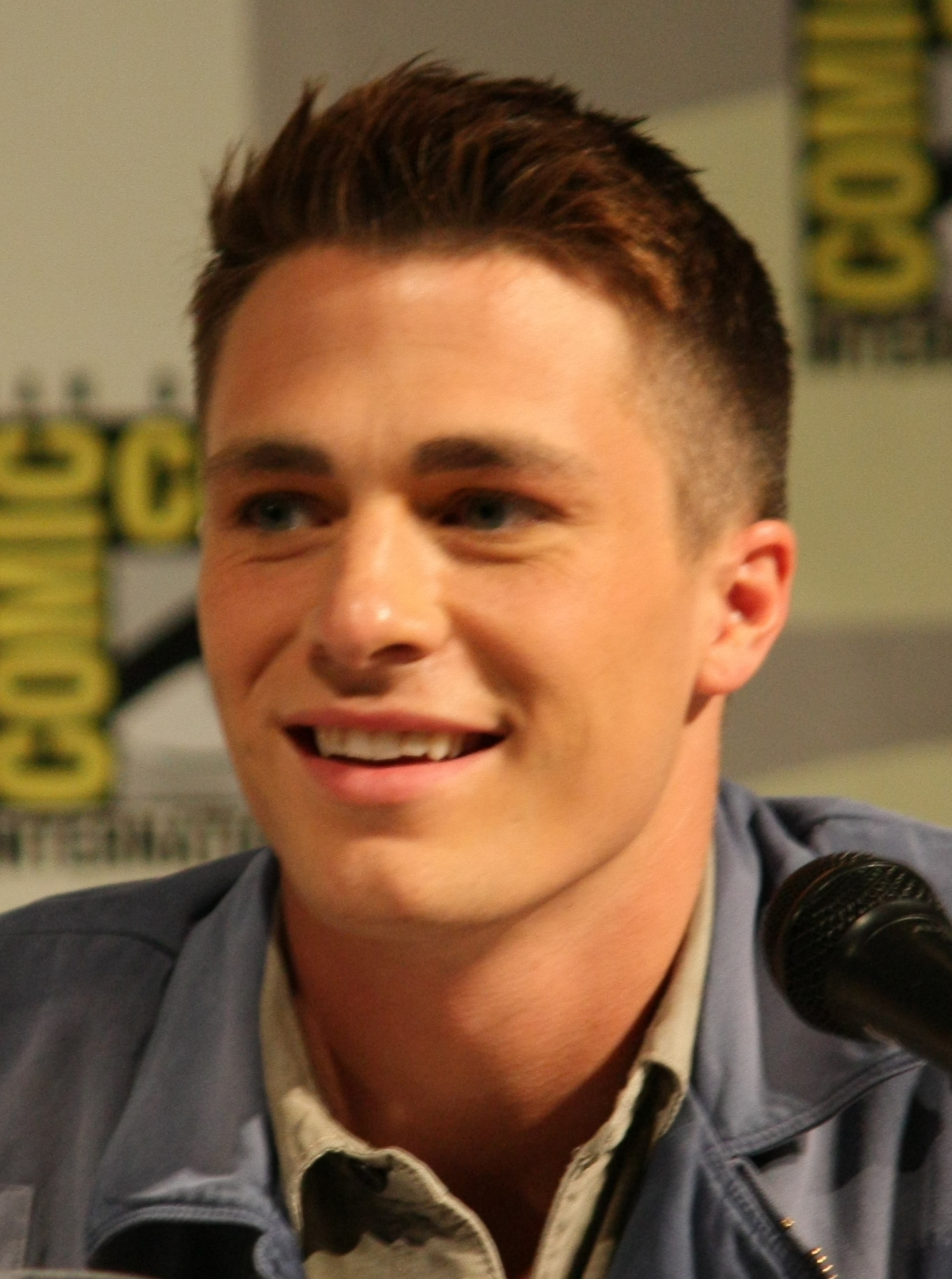
Чоловік із зачіскою бокс

Бокс (їжачок) - це коротка зачіска, що відрізняється практичністю за рахунок мінімуму довжини на скронях і потилиці.  Волосся з нею виглядатиме охайно і доглянуто, навіть якщо власник зачіски особливо за ними не доглядає .
Зачіска не потребує укладання.  Достатньо тільки вимити волосся, і вона виглядатиме доглянуто.  «Бокс» відмінно виглядає за будь-якої ситуації, навіть якщо раніше волосся було неслухняним.  Пасма в області верхівки залишаються довшими, ніж у зоні скронь.  За рахунок цього зачіска не робить обличчя круглішим.  Зачіска максимально відкриває обличчя власника, наголошуючи на його рисах.  Вона досить проста у виконанні і може бути зроблена в домашніх умовах навіть за мінімальних перукарських навичок перукаря
.
У зачісці відсутні зайві деталі, вона розкриває обличчя, акцентуючи його мужні риси.  Завдяки мінімальній довжині волосся модель проста у догляді і не потребує щоденного укладання. Зачіска бокс не знає вікових та стилістичних умовностей.  Вона підходить людям різного віку і відмінно поєднується з різними стилями в одязі: від спортивного до ділового..